# Loire 11
Il Loire 11 era un aereo monomotore monoplano ad ala alta sviluppato dall'azienda aeronautica francese Loire Aviation, divisione aeronautica dell'Ateliers et Chantiers de la Loire, nei primi anni trenta.
Derivato dal precedente Loire 10, rimasto allo stadio progettuale, e destinato a svolgere compiti di trasporto merci, postale e passeggeri nei territori coloniali africani francesi, venne realizzato in due soli esemplari ed utilizzato essenzialmente come aereo postale.

## Storia del progetto
Nel 1930 il governo francese, nell'ambito del Programme des Avions Coloniaux, programma finalizzato all'adozione di una flotta specificatamente progettata per essere utilizzata nei territori coloniali francesi, richiese la fornitura di un nuovo modello di aereo da trasporto multiruolo adatto ad operare nelle condizioni climatiche tipiche dei paesi africani.
All'appello decise di rispondere la Loire Aviation con un disegno sviluppato dal suo gruppo di progettazione composto dagli ingegneri Asselot, Jarrion, Guegand ed Yves Jan Kerguistel. Il modello riproponeva un'impostazione classica per il ruolo destinato a ricoprire, monomotore monoplano ad ala alta dotata di controventature, di costruzione interamente metallica, dotato di cabina di pilotaggio triposto e stiva integrata nella fusoliera e carrello d'atterraggio fisso, comune a parte dei modelli sviluppati nel periodo. L'iniziale progetto identificato come Loire 10, equipaggiato con un motore Salmson da 250 CV, non riuscì a concretizzarsi ma servì da base al successivo, il Loire 11, che era destinato a montare un propulsore in grado di erogare una maggior potenza, un radiale Lorraine 9 Na "Algol" da 300 CV (221 kW).
Il Loire 11 diventò quindi il primo progetto autoctono il cui sviluppo portò alla costruzione di un prototipo.
Gli unici due esemplari realizzati vennero costruiti nel corso del 1930 presso gli stabilimenti aziendali di Saint-Nazaire, produzione interrotta già nel 1931 a causa del sopravvenuto scarso interesse dimostrato dal governo francese.